# 宮本伊織
宮本 伊織（みやもと いおり、慶長17年10月21日（1612年11月13日） - 延宝6年3月28日（1678年5月18日）、65歳没）は、江戸時代初期の武士。諱は貞次（さだつぐ）。剣豪宮本武蔵の養子として知られるが、出自や養子の経緯に関しては諸説ある。

## 略歴
伊織は宮本武蔵の推挙により寛永3年（1626年）15歳の時に播州明石藩主・小笠原忠真（当時忠政）の近習に出仕、出頭人となり弱冠20歳で執政職（家老）。翌9年（1632年）肥後熊本藩主加藤忠広の改易に伴い肥後へ移封された細川忠利の跡の豊前小倉藩へ移封の時、2500石。同15年（1638年）の島原の乱には侍大将と惣軍奉行を兼ね、戦功により1500石加増、都合4000石。家中の譜代・一門衆を越えて筆頭家老となる。
その出自は「小倉宮本家系図」や由緒書に記されている通り、播磨国印南郡米堕邑、田原久光の次男であったことが、伊織が出身地で再建した泊大明神社や米田天神社の棟札（「泊神社棟札」）記載「田原家傳記」の発見などでほぼ確実とされている。
また、伊織は武蔵没後9年目の承応3年（1654年）小倉郊外赤坂・手向山の山頂に巨石をもって武蔵の彰徳碑を建てている。その小倉碑文（漢文）一千百余文字は以後の『武州伝来記』『二天記』など武蔵伝記の基となり、石碑は後に歌川広重の「諸国名所百景」にも描かれる豊前の名所となった。「巌流島の決闘」や「吉岡一門との決闘」などもこの碑文によって史実と考えられている。
伊織の子孫は、代々小倉小笠原藩の筆頭家老を世襲した。宮本家の知行地であった手向山山麓に、義父武蔵、伊織を始め、累代の墓所がある。なお、宮本家の子孫は、現在も小倉藩士族の末裔として、小倉を中心に居住している。
なお、宮本武蔵には伊織の前に三木之助（宮本三木之助）という養子がおり、姫路藩本多家に仕えていたが、寛永3年に主君本多忠刻に殉死している。

## 伊織の伝承

### 泊神社棟札「田原家傳記」
伊織が武蔵死後8年目の承応2年（1653）に播磨の故郷に再建した泊大明神社の棟札、通称「泊神社棟札」には伊織の先祖附が書かれている。裏面に「願主、源貞次・舎弟玄昌、田原家傳記を當社・米堕天神宮別書収め入れ畢」と明記されているので正式には『田原家伝記』と称すべきであろう。「余の祖先は…」と伊織の述懐様式で田原家の先祖附が書かれ、子孫世々米堕邑に産せりとして、曽祖父貞光、祖父家貞、父は久光であり、伊織が武蔵の養子になったいきさつなどが記されている。
作州の顕氏神免なる者有り。天正の間嗣無くして筑前秋月城に卒す。遺を受け家を承るを武蔵掾玄信と曰う。後に氏を宮本と改む。亦子無くして余を以て義子と為す。故に余、今其の氏を称す。
すなわち、作州の名族神免（新免）氏に跡継ぎがなく、遺言によってその神免家を継いだのが武蔵玄信である。のち宮本武蔵と称したが、また子がなかったので自分が義子（養子）になり宮本を称するようになったと述べている。

### 播磨鑑
播磨の地誌『播磨鑑』に伊織の記事がある。
宮本伊織　伊織は宮本武蔵の養子、米田村の産なり、父を甚兵衛といひ、元は三木侍なりしが別所落城の後米田村に来り伊織を生む、（「天狗伝説」略）時に赤石の城主小笠原家に宮本武蔵という天下無双の兵術者を召抱えられ客分にてありしが、伊織十六歳の時其家に召使はれしに器量勝れたる故武蔵養いて子と為せり、後主家豊前小倉に所替にて従い下りける、時に島原一揆蜂起の節戦場に出でて大功あり、其賞として三千石賜はる、始は無役なりしが後には家老職となれり、子孫ゆかりの者米田村にあり、其後伊織氏宮たるにより泊大明神の社頭、拝殿、舞殿、舞台、門守等悉く建立せり、即ち石灯籠に作事の奉行人等銘彫現然なり、即ち泊の古宮を米田村に曳き取り建立せられ内宮と号す、泊には堂上家の歌仙三十六枚（三十六歌仙）其外珍品数多く寄付せらる、後年に至るまで其子孫小倉より江戸往来の節は泊社へ社参ありしと也、伊織の母は加東郡垂井荘宮脇村の人也、依て伊織も久しく宮脇村に居たりといふ。
『小倉宮本家系図』には、武蔵と伊織が同姓の叔父・甥の間柄となっているが、伊織の地元の地誌に書かれていないことが注目される。武蔵が伊織を養子にしたのは、屋敷に召使っていて器量が勝れていたからであるとしている。伊織の出自、経歴、事象、子孫の事、及び子供のころ伊織が天狗にさらわれた天狗伝説まで詳しく書いている所は、編著者の平野庸修が伊織と同じ印南郡の人であることから、同郷出身の偉人としてよく知っていたものであろう。また文中に、米堕に今も子孫（田原氏は代々米田の庄屋）が居住していると紹介していることから、隣村平津の医者であった平野は、田原氏の子孫を訪ねて調査したものと考えられる。
また、別項目で、武蔵と伊織を並べて紹介し、わざわざ同じ播磨内の別の出自として紹介している。
宮本武蔵　揖東郡鵤の邊、宮本村の産也。若年より兵術を好み、諸国を修行し、天下にかくれなく、即ち武蔵流と云て、諸士に門人多し。然れども諸侯に仕えず、明石に到り、小笠原右近将監侯に謁見し、其時、伊織を養子とし、其後、小笠原侯、豊前小倉に赴き玉ふとき、同伴し、養子伊織に五千石を賜はりて、大老職に仕官す。今に其子孫三千石にて家老職と云。此宮本武蔵こと、佐用郡平福の住、風水翁の説と相違有り。別書に之を記す。
宮本伊織　印南郡米田村の産也。宮本武蔵、養子とす舊蹟の部に委く記す。
伊織の「舊蹟（ふるあと）の部に委く記す」というのは先の文である。この地誌が書かれた宝暦十二年（1762年）まで、播磨地方に武蔵が伊織と同じ田原氏の出自であるという伝承はなかったようである。

### 武州伝来記
筑前黒田藩の二天一流師範・立花峯均（丹治峯均）が編纂した武蔵の伝記『武州伝来記』にも伊織の記事がある。ここには武蔵が小笠原公の側近に出仕させた時のいきさつが書かれているのが注目される。
一、武州、壮年より妻子なし。宮本伊織、同造酒之助、両人ともに養子也。伊織は商家の子といへり。豊州小倉の城主、小笠原右近将監忠貞公に勤仕せり。武州、或時、御物語の序に、某し子を守り、差し上げ申すべし。打ち込みに召し仕れ候ては御用に立ちがたし。御側に召し置かれ、御家老衆へ何ぞ御内用等の取次ぎをも仰せ付けられ候はば、畢竟御用に相立ち申すべき由、申し述ぶ。武州、目利きに違ひなく、段々立身いたし、小笠原の御家譜代の歴々を越えて一老に経揚がり、五千石采地下さる。天下の御老中も伊織をよく御存知成らせられ、世上にても名臣と唱へる程の者也。譜代の家臣共、しきみを隔てて座し、道路を行くにも、伊織は塵かかりて悪しとて、二間ほど先立て、残る面々は一列に跡より行きけり。しかれども、少しも慮外とも、奢りとも見えざりしとかや。忠貞公、忠雄公、二代にわたり職分を勤めたり。忠雄公、壮年、御身持ち宜しからず、わが侭の御仕形等、　上聞に達し、格段の御家柄ゆへ、家老ども江戸へ召し呼ばれ、　御老中の御宅にて御呵（しか）りあり。其の節も、伊織は定めて諫言をも申したるにてこれ有るべし。伊織に於ては御呵に及ばずとて、東府へも召なされずとかや。今尚、伊織が子孫、小笠原の家臣たり。
後半には伊織の小笠原藩での出頭ぶりと、忠真、忠雄二代の君公に深く信頼された名臣であったこと、将軍・幕閣にまで名を知られた名宰相であったことを伝えている。

### 二天記
『二天記』の記事から、出羽の正法寺村の孤児、父は奥州最上家の浪人とされていた。武蔵が正法寺原を通りかかった折り泥鰌を取っていた少年伊織を養子にした話は「泥鰌伊織」として有名である。

### 鵜之真似
江戸後期の小倉藩の藩士で、御書院番や御近習頭を勤めた小島禮重が小倉藩の逸事、風俗、地誌を記録したものに『鵜之真似』がある。ここに伊織に関する逸事が実に10あまりも記録されており、具体的な人物像を知ることができる。ここでは2例だけ紹介する。
一、宮本伊織殿は名高き侍にて有りし由、島原一揆起こり候につき九州諸侯残ず下知これ有御帰国也、その時殊の外、道を急ぎ諸家御帰城也、将軍家より御尋には、その方留守には家老は誰を置き出府致し候哉と有りければ、宮本伊織を置申し候段仰せ上られければ、伊織留守に居り候へば気遣なし、早々帰城致し候らへと上意ありし由、有難き事にて君臣共に武門の面目此上あるべからず、貴かるべし。
一、年月不肖、江戸大火の節、此方様へ和田倉御防ぎ仰せつけられ御出馬遊ばされ、御下知厳しき故、皆々必死に火を防ぎける、之に依り殿様へ火の子雨の如く吹きかくれ共、泰然として御下知ありける、御家老は宮本伊織殿の由、御用人が伊織殿に申しけるは、余り火の子烈しきにつき殿様少し御下り遊ばされ候ては如何御座あるべきかと申しければ、伊織殿、以の外憤られ扨心得違いを申さるべき方哉、殿様斯くの如き御働き遊ばさればこそ何れも必死に防ぎ、今和田倉も防ぎ留め申すべき様子なり、申さるる如く御下り遊ばされ候はば誰が必死に防ぎ申すべき哉、今が大切の時也、務めて左様の儀申され間敷と叱られければ、御用人もその勇威に恐れて退きける由、流石十五万石の侍大将、誠に有難き御家老、国家柱石の臣とはこの伊織殿をば云ふべき。

### 伊織の所領
豊前における伊織の知行地はどこであったのか、これまでの研究で触れられたものはなかったが、伊織の生前、延宝五年｢小倉藩知行帖｣記載の宮本家所領が『豊前叢書・副楫第一号』に書かれていることがわかった。
四千石　　　　　　　　　宮本伊織
内二千石　　　　　　　　上り知
七四〇石五五八　　　南　方
六一一石九九〇四　　徳　光
三八七石七三三三　　白野江
一九一石四一二八　　弁　城
九三七石六〇二六　　下伊方
九七七石六九三五　　神　崎
二三八石五一二五　　宮　床
南方は今の小倉南区、白野江は門司区の周防灘に面した海岸地帯、弁城、神崎は田川郡内にいまもその地名が残っている。宮本家の領地は豊前の全域に散在していたようである。7ヵ村の合計は4085石余になる。このうち2000石は｢上り知｣であるという。｢上り知｣とは藩へ返納した知行という意味である。差し引くと2085石余が残る。宮本家は5代貞陳の時知行2100石になって以来、明治維新時の小倉藩最後の家老左織貞介までずっとこの家禄（家臣筆頭）であった。